# Flora (jméno)
Flora je ženské křestní jméno latinského původu. Vykládá se jako „květ“, „kvítek“ (flos, floris). Za českou podobu se považuje Květa.

## Domácké podoby
Flo, Floris, Flór, Floriana, Florianka, Floranka, Lora, Lori

## Zahraniční varianty
- Flóra – maďarsky, slovensky
- Fleur – francouzsky, anglicky
- Floria – německy
- Floortje – nizozemsky
- Florence – anglicky
- Floriana – italsky, rusky

## Známí nositelé
- Flora, římská bohyně květů, rostlin a jara
- Fleur Delacourová, fiktivní postava ze série o Harrym Potterovi
- Flora Brovina, básnířka a pediatrička
- Flora Carabella, italská herečka
- Flora D. Darpino, americká soudkyně
- Flora Eldershaw, australská scenáristka
- Flora MacDonald, kanadská politička
- Flora Murrayová, britská lekařka a sufražetka
- Flora Nwapa, nigerijská autorka
- Flora Annie Steel, britská scenáristka
- Flora Tristan, francouzská scenáristka a feministka
- Flora Twort, britská malířka